# Umeå studentkår
Umeå studentkår (US) är en av Umeå universitets formellt utsedda studentkårer för studenter vid Umeå Universitet. Studentkåren representerar studenter inom samhällsvetenskaplig och humanistisk fakultet samt lärarstudenter. Umeå studentkår gav ut studenttidningen Vertex med en upplaga på 6 nummer per år.

## Historia
Umeå studentkår bildades den 16 april 1959 av Umeå universitets två äldsta studentföreningar, Medicinska föreningen och Odontologiska föreningen, som då tillsammans hade ett hundratal studenter.
Det första kårhuset – Scharinska Villan (senare kallad Gamla kåren) – togs i bruk 1960, sedan Umeå kommun ställt byggnaden till studenternas förfogande. Samma år startade studenttidningen Vertex.
1964 startade kåren USIB, en verksamhet som inom några år kom att innehålla Restaurang Universum, Restaurang Krogen, Restaurang Scharinska, Akademibokhandeln i Universumhuset, Akademibokhandeln i centrum, kiosken Punkten i Universumhuset och kiosken Kiosken i Ålidhems centrum.
När Umeå universitet invigs 1965 har studentkåren förutom kanslipersonal även präst, kurator och psykolog på lönelistan. Det året bildades även Stiftelsen Umeå studentbostäder (SUSB), som senare inkorporerades i den 1953 bildade Stiftelsen Bostaden, Umeå kommuns allmännyttiga bostadsföretag (numera AB Bostaden).
1968 inleddes sändningar i närradion under namnet Radio Universum – namnet inspirerat av det nya kårhus som var under byggnation. 1969 hölls det första kårvalet, med rekordhögt valdeltagande (55 procent, att jämföra med de 10–15 procent som röstat på 2010-talet), och året därpå gjorde de politiska partierna entré i valet.
1970 invigdes det nya kårhuset, Universum. Samma år valtalade Olof Palme stående på en flotte i campusdammen inför ca 10 000 åhörare (inte bara studenter). Året därpå inleddes den stora hyresstrejken – inför hotet om hyreshöjningar på uppemot tio procent – som kulminerade i januari 1972 när polis fick i uppdrag att vräka det trettiotalet strejkande.
1974 var det premiär för Brännbollscupen (som sedan 1979 kulminerat i festivalen Brännbollsyran).

Inte förrän 1990 bildades de första nationerna vid Umeå universitet; först Wermlands nation, därefter Sydsvenska, Jämtlands och Skånes nationer. Bar/restaurang Corona i Universumhuset invigdes 1991, och har därefter (med olika ägare) gått i konkurs och återuppstått ett antal gånger, senast våren 2015.

Studentkårens medlemsantal 1969-2010

1998 splittrades studentkåren och två nya kårer bildades: Umeå naturvetar- och teknologkåren (NTK) och Corpus, kåren för medicinare, odontologer och hälsovetare, som senare döps om till Medicinska studentkåren vid Umeå universitet (MSU). Därefter har Umeå studentkår samlat lärare, samhällsvetare och humanister – och styrdes detta år för första gången av en opolitisk styrelse.
Tillsammans med NTK och MSU genomdrev studentkåren 2007 anonyma salstentamina för hela Umeå universitet, vilket är Sverigeunikt.
2008 flyttade kåren från Universumhuset till nya lokaler i Lindellhallen.
2010 avskaffades kårobligatoriet (som sedan 1983 lagstadgat att studenter vid svenska universitet och högskolor måste tillhöra en studentkår).

## Kårhuset Universum
Vid invigningen 1970 var kårhuset Universum – med sin kapacitet på 1380 besökare samtidigt i lokalerna – Norrlands största kårhus och Umeås näst största nattklubb. Verksamheten var öppen för allmänheten, med särskilda förmåner för kårmedlemmar. 
De första åren drevs all verksamhet i huset av studentkårens bolag USIB, men 1987 såldes aktiemajoriteten i USIB till Umeå universitet. 2005 sålde Umeå studentkår sin kvarvarande andel i kårhuset Universum till Akademiska hus.
Driften sköttes senare av ett genom kåren helägt bolag, Kårhuset Pålebacken AB, som dock gick i konkurs den 11 december 2014.
Hösten 2013 startade Umeå studentkår Kårhuset Universum, i dagligt tal kallat Kårhuset. Tidigare drev Umeå studentkår, i egen regi eller genom entreprenad, verksamheten i lokalerna under namnet Corona men valde att 2013 själv ta över driften.

## Verksamhet
Studentkårens ställning regleras av regeringen.
Inom nedanstående arbetsområden arbetar studenter som är arvoderade av Umeå studentkår.

### Utbildningsbevakning
En av Umeå studentkårs viktigaste uppgifter anses vara utbildningsbevakning. Från och med 2005 utökade Umeå studentkår utbildningsbevakningen med en off-campusbevakare som kommer att arbeta direkt mot de studenter som läser på distans, på utlokaliserade utbildningar och/eller på nätkurser.

### Studiesocialt
Studiesociala frågor rör det som en student kommer i kontakt med under sin studietid men inte direkt är relaterat till utbildningen. Umeå studentkår menar att som student är det inte en självklarhet att studenter har samma skyddsnät som förvärvsarbetare, och därför prioriteras studiesociala arbetet inom kåren.

### Information och kommunikation
Den som är informationsansvarig har det övergripande ansvaret för kårens kommunikation internt som externt.

## Organisation
Umeå studentkår består av kårföreningar, kårsektioner och den centrala samordnande enheten Umeå studentkår med ett presidium, kårstyrelse och kårfullmäktige.

### Kårsektioner
Umeå studentkår är indelad i kårsektioner efter medlemmarnas studieinriktning eller ort. Kårsektionerna ansvarar för utbildningsbevakning och sociala arrangemang inom sitt område och är kårens länk till den enskilda medlemmen. Totalt finns 7 kårsektioner i Umeå studentkår:
- HHUS: Handelshögskolan i Umeå, studenter vid Handelshögskolan i Umeå
- UmPe: UmePedagogerna, studenter inom Umeå School of Education
- BetSek: Beteendevetarsektionen, studenter inom Beteendevetenskapliga ämnen
- SamSek: Samhällsvetarsektionen, studenter inom samhällsvetenskapliga ämnen
- HumSek: Humanistiska sektionen, studenter vid den humanistiska fakulteten
- DokSek: Doktorandsektionen, forskarstudenter
- JF: Juridiska föreningen, studenter vid juristprogrammet

### Kårfullmäktige
Umeå studentkårs högsta beslutande organ är kårfullmäktige. Alla medlemmarna ges möjlighet att delta i ett kårval som hålls varje vårtermin i april/maj. Förutom att rösta på ett parti kan alla medlemmar skriva motioner till kårfullmäktige och själv närvara vid mötena och lägga förslag. Däremot saknar medlemmarna rösträtt vid mötena.
Umeå studentkår använder sig av ett proportionellt valsystem där mandaten fördelas procentuellt utefter röstantalet till de kandidater som ställt upp i kårvalet. Under ett konstituerande kårfullmäktige väljs sedan styrelsen som består av sju ledamöter och fem suppleanter. Kårstyrelsen är kårens verkställande organ.

### Kårordförande
Kårordföranden har det övergripande ansvaret för studentkårens politiska och administrativa verksamhet.